# Championnats du monde de tir à l'arc 1983
Navigation
Édition précédente Édition suivante
Les championnats du monde de tir à l'arc 1983 sont une compétition sportive de tir à l'arc organisée en 1983 à Los Angeles, aux États-Unis. Il s'agit de la 32e édition des championnats du monde de tir à l'arc.